# Толедо (округ)
Толедо (англ. Toledo) - один з 6 округів Белізу. Розташований в південній частині країни. Населення за даними на 2010 рік - 30 538 осіб. Щільність населення - 6,92 чол./км². Адміністративний центр - місто Пунта-Горда. Єдиний округ Белізу, де корінні народи складають більшість населення; 61% жителів є мая (13 691 чол. - кекчі, 4507 чол. - мопан, і 24 чол. - Мая-юкатек) .

## Історія
На території округу є кілька руїн древніх маянських будівель. Археологічний пам'ятник Ним-Лі-Пуніт відноситься до класичного періоду; розташовується за 40 км на північ від Пунта-Горда . Інший археологічний пам'ятник, що добре збереглося стародавнє місто Лубаантун, розташоване за 30 км на північний захід від адміністративного центру округу .

## Географія
Межує з Гватемалою (на заході та півдні) та з округами Кайо (на північному заході) і Стан-Крик (на північному сході). На сході і південному сході омивається водами Карибського моря. Площа становить 4413 км².

## Економіка
Економіка Толедо сильно залежить від сільського господарства. Основні сільськогосподарські культури, вирощувані в окрузі: бобові, кукурудза, рис та какао. Місцевими фермерами вирощуються також: кава, ямс, батат, перець чилі, авокадо, апельсини та ін. Має місце рибальство. Останнім часом швидкими темпами розвивається туристична галузь. Основною транспортною магістраллю округу є Південне шосе (Southern Highway), яке з'єднує міста Дангрига і Пунта-Горда.